# Nesticus akiyoshiensis
Espèce
Synonymes
- Theridion akiyoshiensis Uyemura, 1941

Nesticus akiyoshiensis est une espèce d'araignées aranéomorphes de la famille des Nesticidae.

## Distribution
Cette espèce est endémique du Japon.

## Liste des sous-espèces
Selon World Spider Catalog (version 19.0, 22/02/2018) :
- Nesticus akiyoshiensis akiyoshiensis (Uyemura, 1941)
- Nesticus akiyoshiensis ofuku Yaginuma, 1977

## Étymologie
Son nom d'espèce, composé de akiyoshi et du suffixe latin -ensis, « qui vit dans, qui habite », lui a été donné en référence au lieu de sa découverte.

## Publications originales
- Uyemura, 1941 : A new theridiid spider from Akiyoshi-doi cave. Acta Arachnologica, vol. 6, p. 45-49.
- Yaginuma, 1977 : Some problems in cave spiders of Japan (including a description of a new species). Faculty of Letters Revue, Otemon Gakuin University, vol. 11, p. 305-316.